# Blind Date (1987)
Blind Date is een Amerikaanse romantische komedie uit 1987 van Blake Edwards met in de hoofdrollen onder meer Bruce Willis en Kim Basinger.

## Verhaal
Workaholic Walter Davis (Bruce Willis) wil om een goede indruk te maken bij een zakendiner een vrouw meenemen. Zijn broer Ted (Phil Hartman) regelt voor hem een afspraakje met Nadia (Kim Basinger), familie van Teds vrouw. Ted waarschuwt Walter dat Nadia rare dingen doet onder invloed van alcohol, maar Walter gaat ervan uit dat dat slechts een grapje is.
Aanvankelijk is Nadia nogal verlegen, maar nadat ze gedronken heeft, begint ze zich inderdaad nogal wild en onvoorspelbaar te gedragen. Bovendien worden zij en Walter de hele avond lastiggevallen door haar jaloerse ex David (John Larroquette).

## Rolverdeling
| Acteur           | Personage      | Opmerkingen        |
| ---------------- | -------------- | ------------------ |
| Bruce Willis     | Walter Davis   |                    |
| Kim Basinger     | Nadia Gates    | Walters blind date |
| Phil Hartman     | Ted Davis      | Walters broer      |
| John Larroquette | David Bedford  | Nadia's ex-vriend  |
| Joyce Van Patten | Nadia's moeder |                    |

## Productie
Oorspronkelijk was het de bedoeling dat Madonna en Sean Penn, destijds net getrouwd, de hoofdrollen zouden spelen, maar beiden trokken zich terug.